# Hertha Berliner Sport-Club 2003-2004
Questa voce raccoglie le informazioni riguardanti l'Hertha Berliner Sport-Club nelle competizioni ufficiali della stagione 2003-2004.

## Stagione
Nella stagione 2003-2004 l'Hertha Berlino, allenato da Huub Stevens, Andreas Thom e Hans Meyer, concluse il campionato di Bundesliga al 12º posto. In Coppa di Germania l'Hertha Berlino fu eliminato agli ottavi di finale dal Werder Brema. In Coppa di Lega l'Hertha Berlino fu eliminato ai preliminari dall'Amburgo. In Coppa UEFA l'Hertha Berlino fu eliminato al primo turno dal Dyskobolia.

## Rosa
| N. |                        | Ruolo | Calciatore         |
| -- | ---------------------- | ----- | ------------------ |
| 1  | Ungheria (bandiera)    | P     | Gábor Király       |
| 3  | Germania (bandiera)    | D     | Arne Friedrich     |
| 4  | Paesi Bassi (bandiera) | D     | Dick van Burik     |
| 5  | Croazia (bandiera)     | C     | Niko Kovač         |
| 7  | Polonia (bandiera)     | C     | Bartosz Karwan     |
| 8  | Belgio (bandiera)      | C     | Bart Goor          |
| 10 | Brasile (bandiera)     | C     | Marcelinho Paraíba |
| 11 | Polonia (bandiera)     | A     | Artur Wichniarek   |
| 12 | Germania (bandiera)    | P     | Christian Fiedler  |
| 13 | Germania (bandiera)    | A     | Fredi Bobic        |
| 14 | Croazia (bandiera)     | D     | Josip Šimunić      |
| 15 | Italia (bandiera)      | A     | Giuseppe Reina     |
| 16 | Portogallo (bandiera)  | C     | Roberto Pinto      |
| 17 | Germania (bandiera)    | D     | Alexander Madlung  |

| N. |                      | Ruolo | Calciatore          |
| -- | -------------------- | ----- | ------------------- |
| 18 | Ungheria (bandiera)  | C     | Pál Dárdai          |
| 19 | Germania (bandiera)  | C     | Andreas Schmidt     |
| 20 | Germania (bandiera)  | C     | Andreas Neuendorf   |
| 21 | Germania (bandiera)  | C     | Michael Hartmann    |
| 22 | Germania (bandiera)  | D     | Denis Lapaczinski   |
| 23 | Filippine (bandiera) | D     | Dennis Cagara       |
| 24 | Angola (bandiera)    | A     | Nando Rafael        |
| 25 | Germania (bandiera)  | C     | Alexander Ludwig    |
| 27 | Bulgaria (bandiera)  | C     | Aleksandar Mladenov |
| 28 | Tunisia (bandiera)   | C     | Sofian Chahed       |
| 29 | Germania (bandiera)  | D     | Malik Fathi         |
| 32 | Germania (bandiera)  | C     | Thorben Marx        |
| 33 | Germania (bandiera)  | D     | Marko Rehmer        |
| 40 | Polonia (bandiera)   | P     | Tomasz Kuszczak     |

## Organigramma societario
Area tecnica
- Allenatore: Hans Meyer
- Allenatore in seconda: Andreas Thom
- Preparatore dei portieri: Enver Marić
- Preparatori atletici: David de Mel

## Calciomercato

### Sessione estiva
| Acquisti | Acquisti         | Acquisti          | Acquisti |
| R.       | Nome             | da                | Modalità |
| -------- | ---------------- | ----------------- | -------- |
| A        | Fredi Bobic      | Hannover 96       |          |
| C        | Niko Kovač       | Bayern Monaco     |          |
| A        | Artur Wichniarek | Arminia Bielefeld |          |

| Cessioni | Cessioni        | Cessioni        | Cessioni |
| R.       | Nome            | da              | Modalità |
| -------- | --------------- | --------------- | -------- |
| C        | Stefan Beinlich | Amburgo         |          |
| C        | Benjamin Köhler | Rot-Weiss Essen |          |
| C        | Rob Maas        | Duisburg        |          |
| C        | Nderim Nedžipi  | Wolfsburg       |          |
| D        | Nenê            | Vitória         |          |

### Sessione invernale
| Acquisti | Acquisti       | Acquisti          | Acquisti |
| R.       | Nome           | da                | Modalità |
| -------- | -------------- | ----------------- | -------- |
| A        | Giuseppe Reina | Borussia Dortmund |          |
| D        | Dennis Cagara  | Brøndby           |          |

| Cessioni | Cessioni | Cessioni | Cessioni |
| R.       | Nome     | da       | Modalità |
| -------- | -------- | -------- | -------- |

## Risultati

### Bundesliga

#### Girone di andata
| Arbitro: | Fandel |

|  |           |                            |
|  | Marcatori | 18’, 65’ Ailton 21’ Micoud |

| Stoccarda 10 agosto 2003, ore 17:30 CEST 2ª giornata | Stoccarda | 0 – 0 referto | Hertha Berlino | Gottlieb-Daimler-Stadion (35 000 spett.)\| Arbitro: \| Kemmling \| |
| Arbitro:                                             | Kemmling  |               |                |                                                                    |

| Berlino 16 agosto 2003, ore 15:30 CEST 3ª giornata | Hertha Berlino | 0 – 0 referto | Friburgo | Stadio Olimpico (32 508 spett.)\| Arbitro: \| Schmidt \| |
| Arbitro:                                           | Schmidt        |               |          |                                                          |

| Francoforte sul Meno 23 agosto 2003, ore 15:30 CEST 4ª giornata | Eintracht Francoforte | 0 – 0 referto | Hertha Berlino | Waldstadion (22 500 spett.)\| Arbitro: \| Koop \| |
| Arbitro:                                                        | Koop                  |               |                |                                                   |

| Arbitro: | Stark |

|                |           |                                    |
| Bobic 14’, 21’ | Marcatori | 25’ Šimák 69’ Kléber 80’ de Guzmán |

| Arbitro: | Sippel |

|                          |           |                   |
| Zdebel 45’ Hashemian 72’ | Marcatori | 6’, 66’ Neuendorf |

| Arbitro: | Kinhöfer |

|               |           |              |
| Friedrich 32’ | Marcatori | 90’ Schlicke |

| Arbitro: | Weiner |

|                                                            |           |              |
| Makaay 22’ Ballack 45’ Schweinsteiger 58’ Salihamidžić 88’ | Marcatori | 65’ N. Kovač |

| Arbitro: | Merk |

|           |           |                                                 |
| Bobic 47’ | Marcatori | 11’ França 53’ Berbatov 72’ Schneider 85’ Babić |

| Arbitro: | Meyer |

|  |           |            |
|  | Marcatori | 32’ Luizão |

| Arbitro: | Sippel |

|                                     |           |  |
| D'Alessandro 24’ Klimowicz 47’, 71’ | Marcatori |  |

| Arbitro: | Keßler |

|                        |           |            |
| Luizão 17’ Madlung 85’ | Marcatori | 8’ Svěrkoš |

| Arbitro: | Kircher |

|                                |           |                             |
| Klose 47’, 68’, 79’ Tchato 77’ | Marcatori | 37’ Rafael 45’ (aut.) Knavs |

| Arbitro: | Weiner |

|                 |           |                                      |
| Lapaczinski 37’ | Marcatori | 59’ Kamphuis 68’ Wałdoch 81’ Asamoah |

| Arbitro: | Meyer |

|             |           |             |
| Leandro 69’ | Marcatori | 79’ Madlung |

| Arbitro: | Wagner |

|                  |           |           |
| Costa 53’ (aut.) | Marcatori | 57’ Lauth |

| Arbitro: | Wack |

|                                     |           |  |
| Voronin 46’ Podolski 75’ Scherz 87’ | Marcatori |  |

#### Girone di ritorno
| Arbitro: | Merk |

|                                       |           |  |
| Ailton 17’, 30’ Micoud 35’ Valdez 90’ | Marcatori |  |

| Arbitro: | Kinhöfer |

|           |           |  |
| Bobic 87’ | Marcatori |  |

| Arbitro: | Weiner |

|                                             |           |                                       |
| Hartmann 75’ (aut.) Tskitishvili 87’ (rig.) | Marcatori | 22’ Friedrich 44’ Neuendorf 62’ Reina |

| Arbitro: | Stark |

|            |           |                        |
| Rafael 62’ | Marcatori | 18’ Cha 66’ Amanatidīs |

| Arbitro: | Keßler |

|            |           |                            |
| Mathis 67’ | Marcatori | 41’, 81’ Paraíba 78’ Reina |

| Arbitro: | Trautmann |

|             |           |                 |
| Paraíba 20’ | Marcatori | 57’ Fahrenhorst |

| Arbitro: | Schmidt |

|                    |           |  |
| Rahn 33’ Romeo 72’ | Marcatori |  |

| Arbitro: | Jansen |

|                    |           |           |
| Paraíba 42’ (rig.) | Marcatori | 8’ Makaay |

| Arbitro: | Merk |

|                                   |           |            |
| Berbatov 29’, 72’ França 34’, 55’ | Marcatori | 7’ Paraíba |

| Arbitro: | Albrecht |

|           |           |               |
| Pinto 59’ | Marcatori | 65’ Rasmussen |

| Arbitro: | Fleischer |

|            |           |  |
| Rafael 21’ | Marcatori |  |

| Arbitro: | Meyer |

|           |           |          |
| Ulich 86’ | Marcatori | 9’ Pinto |

| Arbitro: | Kircher |

|                                     |           |  |
| Paraíba 2’ Wichniarek 16’ Bobic 24’ | Marcatori |  |

| Arbitro: | Gagelmann |

|                                        |           |  |
| Altıntop 16’ Böhme 51’ (rig.) Sand 60’ | Marcatori |  |

| Arbitro: | Fandel |

|                                                                              |           |                   |
| Kehl 7’ (aut.) Paraíba 19’ Bobic 37’ Wichniarek 58’ Neuendorf 86’ Rafael 90’ | Marcatori | 52’, 80’ Ewerthon |

| Arbitro: | Trautmann |

|          |           |             |
| Costa 6’ | Marcatori | 81’ Madlung |

| Arbitro: | Steinborn |

|                                         |           |              |
| Paraíba 51’ (rig.) Bobic 63’ Rafael 78’ | Marcatori | 54’ Podolski |

### Coppa di Germania
| Arbitro: | Wagner |

|                        |           |                                                                      |
| Rentmeister 90’ (rig.) | Marcatori | 15’, 66’ Madlung 44’ Friedrich 48’ Wichniarek 51’ Šimunić 56’ Karwan |

| Arbitro: | Trautmann |

|                                                 |                      |                                                      |
| Lantz 63’, 111’                                 | Marcatori            | 19’ Luizão 120’ Rafael                               |
| Rydlewicz Max Lantz Persson Tjikuzu Plassnegger | Tiri di rigore 3 – 4 | Šimunić Mladenov Schmidt N. Kovač Paraíba Wichniarek |

| Arbitro: | Jansen |

|                                                                  |           |             |
| Klasnić 19’, 38’ Micoud 26’ Ismaël 48’ Ailton 78’ Charisteas 85’ | Marcatori | 89’ Paraíba |

### Coppa di Lega
| Arbitro: | Kemmling |

|                      |           |           |
| Maltritz 9’ Rahn 71’ | Marcatori | 37’ Bobic |

### Coppa UEFA
| Berlino 24 settembre 2003, ore 17:30 CEST Primo turno | Hertha Berlino | 0 – 0 referto | Dyskobolia | Stadio Olimpico (23 142 spett.)\| Arbitro: \| Méndez \| |
| Arbitro:                                              | Méndez         |               |            |                                                         |

| Arbitro: | Paraty |

|            |           |  |
| Rasiak 84’ | Marcatori |  |

## Statistiche

### Statistiche di squadra
| Competizione      | Punti | In casa | In casa | In casa | In casa | In casa | In casa | In trasferta | In trasferta | In trasferta | In trasferta | In trasferta | In trasferta | Totale | Totale | Totale | Totale | Totale | Totale | DR  |
| Competizione      | Punti | G       | V       | N       | P       | Gf      | Gs      | G            | V            | N            | P            | Gf           | Gs           | G      | V      | N      | P      | Gf     | Gs     | DR  |
| ----------------- | ----- | ------- | ------- | ------- | ------- | ------- | ------- | ------------ | ------------ | ------------ | ------------ | ------------ | ------------ | ------ | ------ | ------ | ------ | ------ | ------ | --- |
| Bundesliga        | 39    | 17      | 6       | 6       | 5       | 26      | 24      | 17           | 3            | 6            | 8            | 16           | 35           | 34     | 9      | 12     | 13     | 42     | 59     | -17 |
| Coppa di Germania | -     | 0       | 0       | 0       | 0       | 0       | 0       | 3            | 1            | 1            | 1            | 9            | 9            | 3      | 1      | 1      | 1      | 9      | 9      | 0   |
| Coppa di Lega     | -     | 0       | 0       | 0       | 0       | 0       | 0       | 1            | 0            | 0            | 1            | 1            | 2            | 1      | 0      | 0      | 1      | 1      | 2      | -1  |
| Coppa UEFA        | -     | 1       | 0       | 1       | 0       | 0       | 0       | 1            | 0            | 0            | 1            | 0            | 1            | 2      | 0      | 1      | 1      | 0      | 1      | -1  |
| Totale            | 39    | 18      | 6       | 7       | 5       | 26      | 24      | 22           | 4            | 7            | 11           | 26           | 47           | 40     | 10     | 14     | 16     | 52     | 71     | -19 |

### Andamento in campionato
| Giornata  | 1  | 2  | 3  | 4  | 5  | 6  | 7  | 8  | 9  | 10 | 11 | 12 | 13 | 14 | 15 | 16 | 17 | 18 | 19 | 20 | 21 | 22 | 23 | 24 | 25 | 26 | 27 | 28 | 29 | 30 | 31 | 32 | 33 | 34 |
| --------- | -- | -- | -- | -- | -- | -- | -- | -- | -- | -- | -- | -- | -- | -- | -- | -- | -- | -- | -- | -- | -- | -- | -- | -- | -- | -- | -- | -- | -- | -- | -- | -- | -- | -- |
| Luogo     | C  | T  | C  | T  | C  | T  | C  | T  | C  | T  | T  | C  | T  | C  | T  | C  | T  | T  | C  | T  | C  | T  | C  | T  | C  | T  | C  | C  | T  | C  | T  | C  | T  | C  |
| Risultato | P  | N  | N  | N  | P  | N  | N  | P  | P  | V  | P  | V  | P  | P  | N  | N  | P  | P  | V  | V  | P  | V  | N  | P  | N  | P  | N  | V  | N  | V  | P  | V  | N  | V  |
| Posizione | 16 | 15 | 13 | 15 | 16 | 14 | 14 | 15 | 18 | 15 | 15 | 14 | 15 | 17 | 17 | 16 | 17 | 18 | 18 | 15 | 17 | 15 | 17 | 17 | 17 | 17 | 17 | 16 | 16 | 14 | 15 | 14 | 14 | 12 |

Legenda:

Luogo: C = Casa; T = Trasferta. Risultato: V = Vittoria; N = Pareggio; P = Sconfitta.

### Statistiche dei giocatori
| Giocatore      | Bundesliga | Bundesliga | Bundesliga  | Bundesliga | Coppa di Germania | Coppa di Germania | Coppa di Germania | Coppa di Germania | Coppa di Lega | Coppa di Lega | Coppa di Lega | Coppa di Lega | Coppa UEFA | Coppa UEFA | Coppa UEFA  | Coppa UEFA | Totale   | Totale | Totale      | Totale     |
| Giocatore      | Presenze   | Reti       | Ammonizioni | Espulsioni | Presenze          | Reti              | Ammonizioni       | Espulsioni        | Presenze      | Reti          | Ammonizioni   | Espulsioni    | Presenze   | Reti       | Ammonizioni | Espulsioni | Presenze | Reti   | Ammonizioni | Espulsioni |
| -------------- | ---------- | ---------- | ----------- | ---------- | ----------------- | ----------------- | ----------------- | ----------------- | ------------- | ------------- | ------------- | ------------- | ---------- | ---------- | ----------- | ---------- | -------- | ------ | ----------- | ---------- |
| F. Bobic       | 32         | 7          | 4           | 0          | 2                 | 0                 | 0                 | 0                 | 1             | 1             | 0             | 0             | 2          | 0          | 0           | 0          | 37       | 8      | 4           | 0          |
| D. Cagara      | 8          | 0          | 0           | 0          | 0                 | 0                 | 0                 | 0                 | 0             | 0             | 0             | 0             | 0          | 0          | 0           | 0          | 8        | 0      | 0           | 0          |
| S. Chahed      | 8          | 0          | 0           | 0          | 0                 | 0                 | 0                 | 0                 | 0             | 0             | 0             | 0             | 0          | 0          | 0           | 0          | 8        | 0      | 0           | 0          |
| P. Dárdai      | 29         | 0          | 10          | 0          | 2                 | 0                 | 1                 | 0                 | 1             | 0             | 0             | 0             | 1          | 0          | 0           | 0          | 33       | 0      | 11          | 0          |
| M. Fathi       | 14         | 0          | 2           | 1          | 0                 | 0                 | 0                 | 0                 | 0             | 0             | 0             | 0             | 0          | 0          | 0           | 0          | 14       | 0      | 2           | 1          |
| C. Fiedler     | 17         | 0          | 0           | 0          | 0                 | 0                 | 0                 | 0                 | 0             | 0             | 0             | 0             | 0          | 0          | 0           | 0          | 17       | 0      | 0           | 0          |
| A. Friedrich   | 30         | 2          | 6           | 1          | 3                 | 1                 | 0                 | 0                 | 0             | 0             | 0             | 0             | 2          | 0          | 0           | 0          | 35       | 3      | 6           | 1          |
| B. Goor        | 24         | 0          | 4           | 0          | 3                 | 0                 | 0                 | 0                 | 1             | 0             | 0             | 0             | 2          | 0          | 0           | 0          | 30       | 0      | 4           | 0          |
| M. Hartmann    | 9          | 0          | 2           | 0          | 1                 | 0                 | 0                 | 0                 | 1             | 0             | 0             | 0             | 2          | 0          | 1           | 0          | 13       | 0      | 3           | 0          |
| B. Karwan      | 7          | 0          | 1           | 0          | 1                 | 1                 | 0                 | 0                 | 1             | 0             | 0             | 0             | 0          | 0          | 0           | 0          | 9        | 1      | 1           | 0          |
| G. Király      | 18         | 0          | 1           | 0          | 3                 | 0                 | 0                 | 0                 | 1             | 0             | 0             | 0             | 2          | 0          | 0           | 0          | 24       | 0      | 1           | 0          |
| N. Kovač       | 17         | 1          | 8           | 0          | 3                 | 0                 | 2                 | 0                 | 0             | 0             | 0             | 0             | 1          | 0          | 1           | 0          | 21       | 1      | 11          | 0          |
| T. Kuszczak    | 0          | 0          | 0           | 0          | 0                 | 0                 | 0                 | 0                 | 0             | 0             | 0             | 0             | 0          | 0          | 0           | 0          | 0        | 0      | 0           | 0          |
| D. Lapaczinski | 6          | 1          | 1           | 1          | 2                 | 0                 | 1                 | 0                 | 0             | 0             | 0             | 0             | 0          | 0          | 0           | 0          | 8        | 1      | 2           | 1          |
| A. Ludwig      | 4          | 0          | 0           | 0          | 0                 | 0                 | 0                 | 0                 | 0             | 0             | 0             | 0             | 0          | 0          | 0           | 0          | 4        | 0      | 0           | 0          |
| L. Luizão      | 7          | 2          | 2           | 0          | 1                 | 1                 | 0                 | 0                 | 1             | 0             | 0             | 0             | 1          | 0          | 0           | 0          | 10       | 3      | 2           | 0          |
| A. Madlung     | 25         | 3          | 3           | 0          | 1                 | 2                 | 1                 | 0                 | 1             | 0             | 0             | 0             | 2          | 0          | 1           | 0          | 29       | 5      | 5           | 0          |
| T. Marx        | 5          | 0          | 2           | 0          | 1                 | 0                 | 0                 | 0                 | 1             | 0             | 1             | 0             | 0          | 0          | 0           | 0          | 7        | 0      | 3           | 0          |
| A. Mladenov    | 8          | 0          | 3           | 0          | 2                 | 0                 | 0                 | 0                 | 0             | 0             | 0             | 0             | 1          | 0          | 0           | 0          | 11       | 0      | 3           | 0          |
| A. Neuendorf   | 23         | 4          | 8           | 0          | 1                 | 0                 | 0                 | 0                 | 1             | 0             | 0             | 0             | 2          | 0          | 0           | 0          | 27       | 4      | 8           | 0          |
| M. Paraíba     | 25         | 8          | 3           | 1          | 2                 | 1                 | 0                 | 0                 | 1             | 0             | 0             | 0             | 0          | 0          | 0           | 0          | 28       | 9      | 3           | 1          |
| R. Pinto       | 19         | 2          | 2           | 0          | 1                 | 0                 | 0                 | 0                 | 0             | 0             | 0             | 0             | 2          | 0          | 0           | 0          | 22       | 2      | 2           | 0          |
| N. Rafael      | 24         | 5          | 7           | 1          | 3                 | 1                 | 1                 | 0                 | 0             | 0             | 0             | 0             | 0          | 0          | 0           | 0          | 27       | 6      | 8           | 1          |
| M. Rehmer      | 24         | 0          | 4           | 1          | 2                 | 0                 | 1                 | 0                 | 1             | 0             | 0             | 0             | 1          | 0          | 0           | 0          | 28       | 0      | 5           | 1          |
| G. Reina       | 7          | 2          | 2           | 0          | 0                 | 0                 | 0                 | 0                 | 0             | 0             | 0             | 0             | 0          | 0          | 0           | 0          | 7        | 2      | 2           | 0          |
| A. Schmidt     | 12         | 0          | 0           | 0          | 2                 | 0                 | 0                 | 0                 | 1             | 0             | 0             | 0             | 1          | 0          | 0           | 0          | 16       | 0      | 0           | 0          |
| A. Wichniarek  | 18         | 2          | 2           | 1          | 3                 | 1                 | 0                 | 0                 | 1             | 0             | 0             | 0             | 2          | 0          | 1           | 0          | 24       | 3      | 3           | 1          |
| D. van Burik   | 20         | 0          | 3           | 1          | 1                 | 0                 | 0                 | 0                 | 0             | 0             | 0             | 0             | 2          | 0          | 1           | 0          | 23       | 0      | 4           | 1          |
| J. Šimunić     | 28         | 0          | 7           | 0          | 2                 | 1                 | 1                 | 0                 | 0             | 0             | 0             | 0             | 2          | 0          | 0           | 0          | 32       | 1      | 8           | 0          |